# 田久保賢植
田久保 賢植（たくぼ けんしょく、1984年3月31日 - ）は、千葉県八千代市萱田町出身の元プロ野球選手（外野手）、野球指導者。一般社団法人オールネーションズ副代表。
6か国（アメリカ・日本・カナダ・オーストラリア・チェコ・オーストリア）の独立リーグ、マイナーリーグチームでプレーした経験を持つ。

## 経歴
高校時代に雑誌でメジャーリーグ（モントリオール・エクスポス）のトライアウト記事を見たことがきっかけで、フロリダ州のベースボールアカデミー、次いでアメリカのサマーリーグに参加。元は外野手だったが、この渡米時の経験で内野手にも挑戦した。状態はよかったが肉離れを発症して、アメリカでの契約には至らなかった（怪我を惜しまれたという）。帰国して日本の大学に入ったものの、監督との対立により退部して退学、その後約1年間は何もせずに過ごす。20歳の時に再度渡米して野球に復帰した。
帰国後、2007年は四国アイランドリーグの徳島インディゴソックスに入団し、1シーズンプレーした。徳島での成績は14試合に出場、17打数5安打、打率.294であった。シーズン終了後、契約更新しない通告を受け、退団。
2008年はカナダのストラトフォード・ナショナルズに加入してプレーした。しかしカナダでも契約には至らず、野球選手として第一線から退くことを決めた。帰国して社会人野球クラブチームのYBCフェニーズに入り、コピー機の営業職をしながらプレーした。海外体験から人の思っていることを推察する能力が高まり、それにより営業では好成績をあげる。営業の雑談で野球経験に触れることが増え、「自分の付加価値を高める」ため再度野球に挑戦することになる。
関西独立リーグのコリア・ヘチ発足の際に復帰。トライアウトに合格後、「若いうちは生活なんて何とかなる。大切なのはお金じゃなく、好きな野球を思い切りできる場所」というコメントが新聞で紹介された。
オーストラリアのレッドランズ・レイズを経て、関西独立リーグの大阪ホークスドリームに在籍。NPBに入団できなければ野球をやめるつもりでいたが、チェコ・エクストラリーガの紹介を受けて2012年にフロッシ・ブルノに入団した。年齢的にNPBをめざすことが困難と感じ、海外に出ることを考えたという。この入団は、親交のあった三好貴士（当時ガルフコーストリーグのミネソタ・ツインズ傘下マイナーチーム監督）の知人（オーストリア人）が監督や選手としてチェコリーグにいたという事情による。田久保はチェコリーグで初の日本人選手だった。チェコではユースチームのコーチも務め、指導者経験の第一歩となった。
帰国後、2012年9月に大和侍レッズに加入したが、シーズン終了後の11月末で退団した。
2013年はアメリカの独立リーグであるペコス・リーグのアルパイン・カウボーイズで1年プレーした。
2014年シーズンは、オーストリアン・ベースボール・リーグの2部リーグであるベースボールブンデスリーガに所属するフェルトキルヒ・カージナルスのヘッドコーチ兼選手を務めた。また、ヨーロピアンチャンピオンシップトーナメントにてオーストリアU21代表の3塁コーチを務めている。当時のオーストリア代表監督は、日本人の坂梨広幸だった。
2015年はかつてプレーしたチェコ・エクストラリーガのフロッシ・ブルノにプレイヤーコーチとして復帰を果たし、同時に前年のオーストリア代表チームもU21代表からそのまま昇格し、フル代表のコーチを務めた。この年で現役を引退する。
2017年2月、日本学生野球協会の定める研修受講により、学生野球資格（指導者）を取得した。
2021年現在は、マンツーマンを基本とした野球指導「BMIパーソナルサポートレッスン」を手掛け、対面指導の場でもある地元・千葉県八千代市のプライベートジム「On Deck Circle」の管理人や一般社団法人All Nations Baseballの理事も務める。本業は家業の内装業を実家の八千代市で務めている。
2022年からは、2021年12月17日付で日本野球連盟へ加盟承認された社会人野球チーム・Nbuy硬式野球部に選手兼コーチとして参加。

## 人物
かつては在日韓国人であり、それをコンプレックスに思うこともあったが、高校時代にベースボールアカデミーに参加した際に様々な人種に接したことで意識が変わった。なお、現在は帰化している。
野球指導者としては、多くの国でプレーした経験から「引き出しが多い」と評され、指導する選手の個性に応じた指導を心がけていると述べている。
チェコ・エクストラリーガ初の日本人選手となった縁から、2023 ワールド・ベースボール・クラシックで本戦初出場となり、東京での第1ラウンドを戦うことになったチェコ代表の様々なサポート役としてチームに帯同した。愛称は「ケニー」。2025年にチェコ代表投手コーチのジョン・ハッセーがコーチング・インターンシップとして千葉ロッテマリーンズの二軍春季キャンプに参加した際も、田久保は通訳として参加している。
大阪ホークスドリームと大和侍レッズで監督だった田中実が野球界から離れていた頃、「また野球やらないんですか？」と指導者復帰を提案し、その後田中は信濃グランセローズのコーチとなった。